# Айхельберг (Гёппинген)
Айхельберг (нем. Aichelberg) — община в Германии, в земле Баден-Вюртемберг.
Подчиняется административному округу Штутгарт. Входит в состав района Гёппинген. Население составляет 1294 человека (на 31 декабря 2010 года). Занимает площадь 4,01 км².